# Schwabhausen (Thüringen)
Schwabhausen ist eine Gemeinde im thüringischen Landkreis Gotha. Erfüllende Gemeinde ist die Gemeinde Drei Gleichen.

## Geographie
Schwabhausen liegt südlich der Stadt Gotha und der Bundesautobahn 4, die hier die Anschlussstelle Gotha besitzt. Durch das Dorf führt die  Bundesstraße 247 in Richtung Suhl. In etwa 2 Kilometer Entfernung befindet sich der Bahnhof Emleben an der Ohratalbahn (Gotha – Gräfenroda), auf der aber zurzeit der Personenverkehr eingestellt ist. Die Gemarkung liegt am Südrand des Thüringer Beckens mit Übergang zu den Vorgebirgslagen des Thüringer Waldes bei Ohrdruf.

## Geschichte

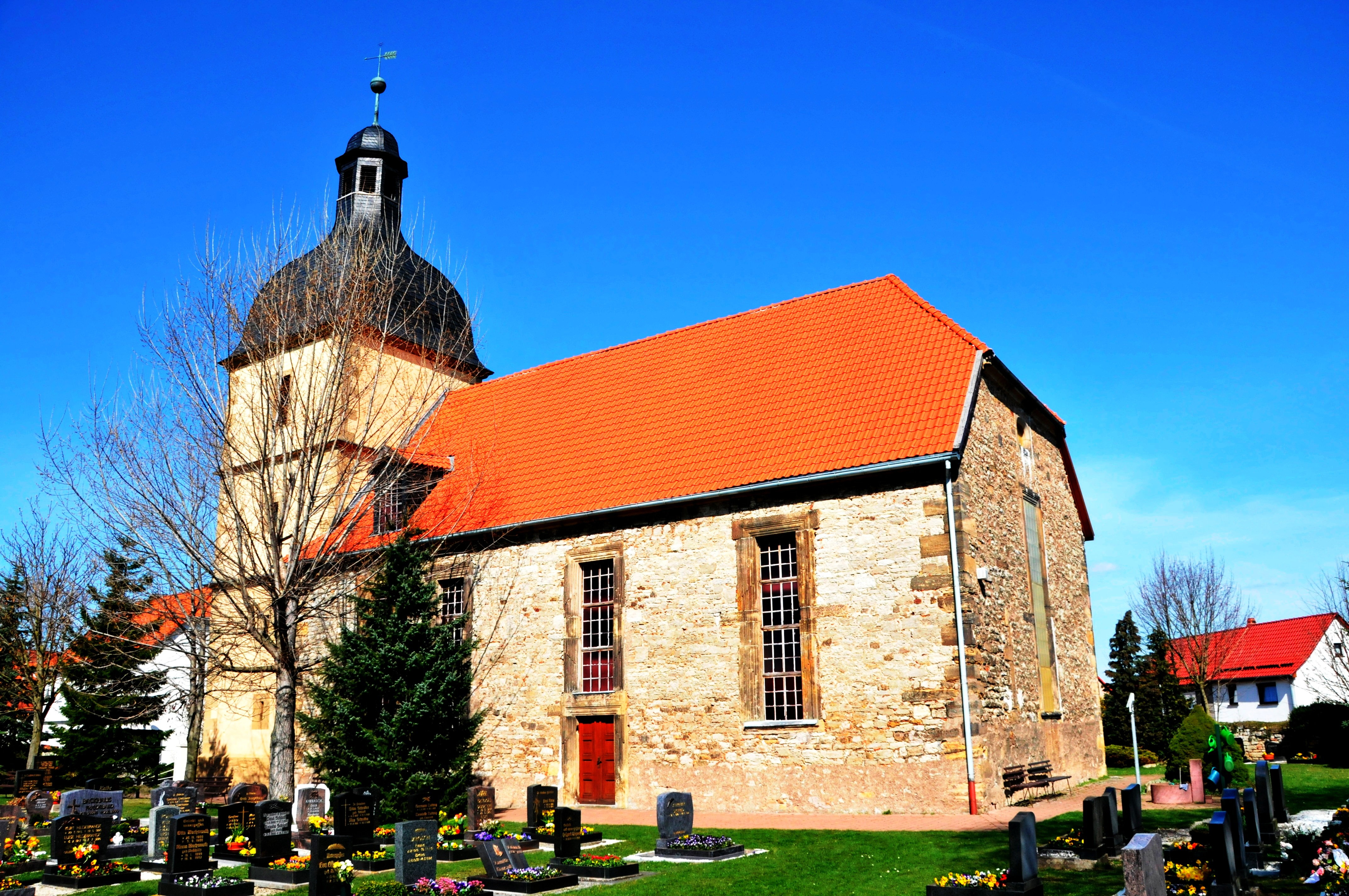
Evangelisch-lutherische Dorfkirche St. Trinitatis

Zu Beginn des 9. Jahrhunderts wird Schwabhausen in einem Verzeichnis der von Erzbischof Lullus († 786) von Mainz für das Kloster Hersfeld von Freien verliehenen Gütern erstmals urkundlich erwähnt. Im Jahre 860 wird der fränkische Adlige Erphold als erster Graf in Tonna genannt. Dieser gilt auch als Gründer und Namensgeber von Erfurt. König Ludwig der Deutsche hatte ihm den Ort Tonna übergeben. Allerdings starb das Geschlecht mit Erphold im gleichen Jahr aus. Kurz vor seinem Tod soll er seine Besitztümer im Grabfeld und im oberen Eichsfeld der Abtei Fulda und dem Hochstift Würzburg geschenkt haben. In dieser Urkunde wird auch Schwabhausen (Suvabahusun) genannt.
Schwabhausen gehörte bis Mitte des 19. Jahrhunderts zur oberen Grafschaft Gleichen im Herzogtum Sachsen-Gotha-Altenburg und danach zum Landratsamt Ohrdruf im Herzogtum Sachsen-Coburg und Gotha.
Vier Stelen in der Nähe der Dorfkirche erinnern an: 13 Gefallene und Vermisste im Ersten Weltkrieg, 39 Gefallene und Vermisste im Zweiten Weltkrieg, 12 bei Schwabhausen im April 1945 gefallene deutsche Soldaten (vier von ihnen unbekannt) und 9 „in der Nachkriegszeit durch Tyrannei zu Tode gekommene Mitbürger“.
Im Mai 1946 wurden in Schwabhausen, das in der SBZ lag, 19 Jugendliche im Alter von 15 bis 20 Jahren von der sowjetischen Geheimpolizei verhaftet. In NKWD-Gefängnissen in Gotha und Suhl wurden unter Folter „Geständnisse“ erpresst. Sechs Jungen (davon vier 15-Jährige) wurden wieder entlassen. Die anderen wurden in das sowjetische Speziallager Sachsenhausen verbracht. Dort verstarben sechs von ihnen, ein weiterer ist seit dem Transport in die Sowjetunion verschollen. Ein bei der Verhaftung 17-Jähriger blieb bis 1954 in einem sibirischen Arbeitslager.

## Politik
Die Kommunalwahl am 26. Mai 2019 hatte folgendes Ergebnis:
| Partei/Liste                                        | %    | Sitze | G/V |
| --------------------------------------------------- | ---- | ----- | --- |
| CDU                                                 | 44,9 | 4     | − 1 |
| Unabhängige Wählergemeinschaft                      | 43,2 | 3     | + 1 |
| Bürgerinitiative – Solidargemeinschaft Schwabhausen | 11,9 | 1     | ± 0 |

## Sehenswürdigkeiten
Siehe auch: Liste der Kulturdenkmale in Schwabhausen (Thüringen)
Die wichtigste Sehenswürdigkeit ist die Kirche St. Trinitatis. Baubeginn war 1701 auf den Resten einer baufällig gewordenen Vorgängerkirche. Am 26. November 1702 wurde sie eingeweiht. Der Turm der Kirche ist wesentlich älter als das Schiff und im Kern gotisch. Von den drei Glocken fielen die kleine und mittlere dem Ersten Weltkrieg zum Opfer, die dritte hat danach auch nur bis 2002 geläutet. Im April 2002 goss die Glockengießerei Bachert aus Bad Friedrichshall zwei neue Glocken. Der Glockenstuhl wurde im Frühjahr 2002 erneuert.
Der dreiflügelige Schnitzaltar der Kirche stammt aus vorreformatorischer Zeit (1490). Die Seitenflügel stellen Szenen der Weihnachtsgeschichte dar, während in der Mitte Maria mit dem Kind als Strahlenkranzmadonna zu sehen ist. Sie wird begleitet von den Heiligen Katharina, Barbara, Stephanus und Laurentius.  Taufstein und Kanzel sind aus dem 17. Jahrhundert. Die Kanzelgemälde stellen die Vier Evangelisten dar. Das bunte Glasfenster mit dem Segnenden Christus hinter dem Kanzelaltar ist das Werk eines Meisters aus Straßburg und wurde vom Grafen von Gleichen und Fürst zu Hohenlohe gestiftet. 1986 wurde die Kirche renoviert. Die Westseite des Turms wurde 2005 erneuert und mit neuer Tür und einem Vordach in Kreuzform aus einer Stahl-Glaskonstruktion versehen, der Rest des Turms wurde 2007 saniert.
Die Kirche beherbergt eine Orgel von 1836 des Orgelbauers Johann Friedrich Heinrich Ratzmann aus Ohrdruf. Die Orgel hat zwei Manuale und Pedal bei zwanzig Registern. Nach Restauration durch eine Orgelbaufirma in Waltershausen wurde sie 2008 neu eingeweiht.
Die Kirchgemeinde gehört zum Kirchspiel Mühlberg, dem auch noch Wechmar und Röhrensee angehören, und umfasst etwa 275 Gemeindemitglieder (Stand 2008).
Am westlichen Ortsrand wurde – wahrscheinlich zum Schutz der benachbarten Straße über den Thüringer Wald – eine Wasserburg errichtet. Der Besitz ging später von den Herren von Schwabhausen an die Grafen von Gleichen über. Die Burg fiel im Sächsischen Bruderkrieg der Zerstörung anheim. Heute sind noch Reste der Wasserburganlage sichtbar.

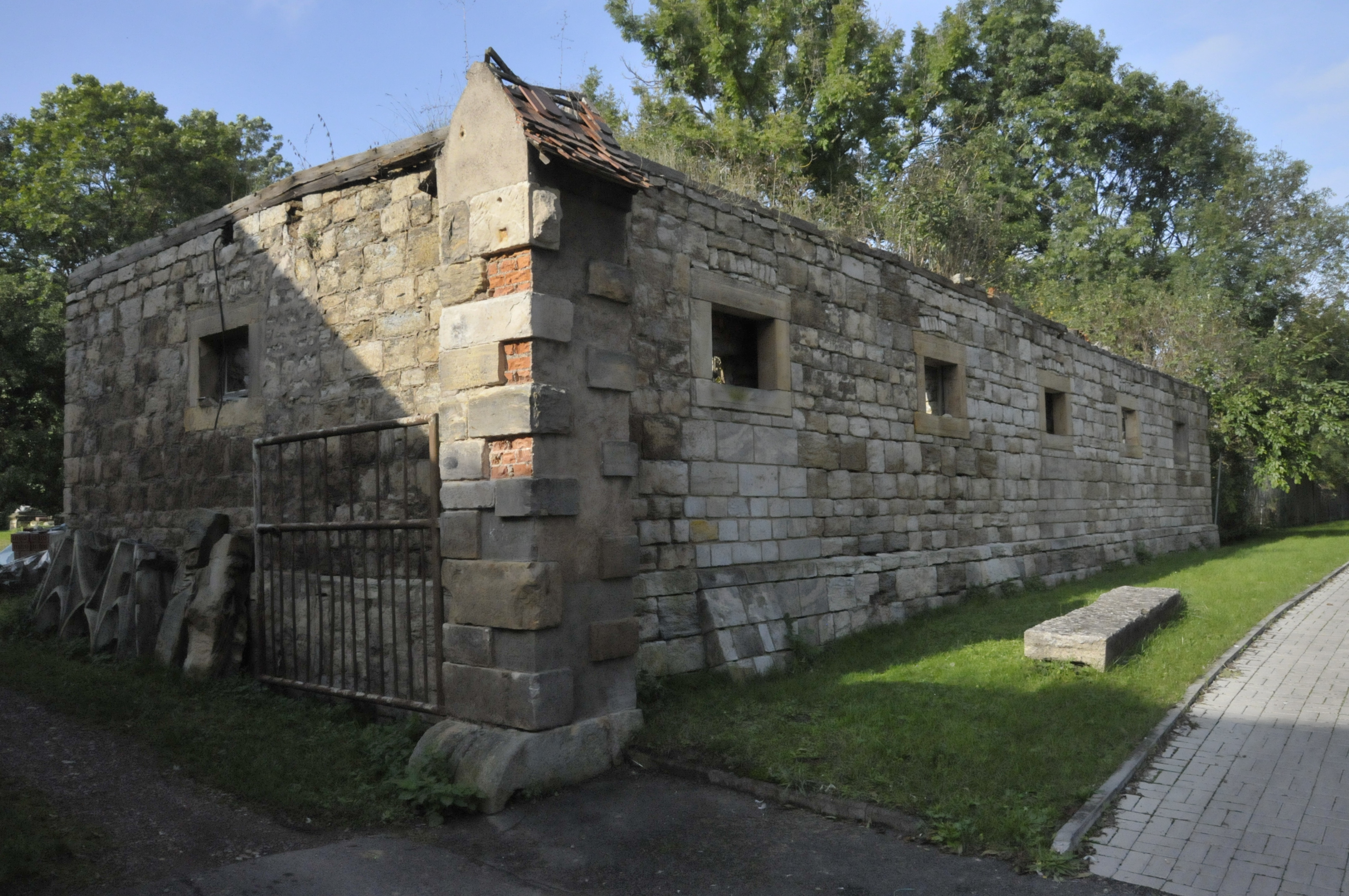
Mauerreste eines 1879 erbauten Pferdestalles des ehem. Wasserschlosses

## Einwohnerentwicklung
Entwicklung der Einwohnerzahl (Stand jeweils 31. Dezember):
| - 1994: 688 - 1995: 699 - 1996: 715 - 1997: 730 - 1998: 737 - 1999: 734 | - 2000: 732 - 2001: 717 - 2002: 711 - 2003: 698 - 2004: 715 - 2005: 714 | - 2006: 712 - 2007: 708 - 2008: 711 - 2009: 736 - 2010: 721 - 2011: 716 | - 2012: 730 - 2013: 745 - 2014: 762 - 2015: 750 - 2016: 769 - 2017: 773 | - 2018: 782 - 2019: 773 - 2020: 784 - 2021: 789 - 2022: 802 - 2023: 795 |

Datenquelle: Thüringer Landesamt für Statistik

## Haushalt und Haushaltsverwaltung
Schwabhausen ist eine unabhängige Gemeinde mit einem entsprechenden eigenständigen Haushaltsplan. Dieser umfasst sämtliche Errechnungen und Angaben in Vermögens- und Verwaltungshaushalt. Der örtliche Kindergarten befindet sich in der Trägerschaft der Gemeinde.
Olaf Jungklaus wurde 1999 zum ehrenamtlichen Bürgermeister gewählt, er wurde 2004, 2010 und 2016 im Amt bestätigt. Ihm zur Seite steht ein achtköpfiger ehrenamtlicher Gemeinderat. Es existieren keine Ausschüsse. Die Verwaltung Schwabhausens erfolgt durch die erfüllende Gemeinde Drei Gleichen. Die Kosten dafür werden in Form einer Verwaltungspauschale berechnet.

## Wirtschaft und Gewerbe
Vor der Deutschen Wiedervereinigung war Schwabhausen ein Agrardorf mit geringer Handwerksansiedlung.
Heute existieren neben zwei großen Landwirtschaftsbetrieben in einem ausgeprägten Gewerbegebiet eine Vielzahl von produzierendem und verarbeitendem Gewerbe, Einzelhandel, Handwerk und Dienstleistungen.
Nach 1990 wurde für das Volkseigene Gut, das in der Gemeinde bis dahin eine 2000er Milchviehanlage und eine Geflügelfarm betrieb, eine neue Rechtsform gefunden, nach der drei Privatpersonen die Milchviehanlage privat betreiben. Die damalige LPG Pflanzenproduktion wurde umgewandelt in eine eingetragene Genossenschaft (e.G.) und firmiert unter dem Namen Agrarprodukte Schwabhausen e.G. Beide Landwirtschaftsbetriebe arbeiten kooperativ zusammen.
Mit der Wende konnte in Schwabhausen im Besonderen der Handel, aber auch der Straßen- und Tiefbau einen enormen Aufschwung verzeichnen. So kam es zur Ansiedlung der Bickhardt Bau Thüringen GmbH mit 160 Beschäftigten, die ihren Stammbetrieb im benachbarten Hessen hat. Des Weiteren bauten die Mitteldeutschen Kieswerke (MKW) mit Sitz in Naumburg ein Kieswerk zur Gewinnung von Kiesen und Sanden auf. Letztlich wurde mit der Ansiedlung der MAIT (Mitteldeutsche Asphalt Industrie Thüringen GmbH), als Hersteller von Bitumen zum Straßenbau, ein Unternehmensverbund geschaffen, der von der Rohstoffgewinnung über Weiterverarbeitung und Veredelung bis hin zur Bauausführung alles gebündelt hat.
Im Bereich des produzierenden Gewerbes ist noch die Firma ROGA zu nennen, die Teile aus Kunststoff für die Fahrzeugindustrie produziert, sowie die Firma Dyckerhoff Transportbeton, die Beton und Mörtel herstellt, der im großen Umfeld zum Autobahnbau sowie im Hoch- und Tiefbau verarbeitet wird.
Gemessen an der Einwohnerzahl gibt es im Ort überdurchschnittlich viele Handelseinrichtungen. Als größte Unternehmen sind ein Baumarkt mit 30 Beschäftigten sowie ein Mercedes-Benz-Vertragspartner mit 40 Beschäftigten zu nennen. Das Handwerk ist im Ort durch Elektrofachfirmen, Heizungs- und Sanitärinstallationsfirmen, Fliesenverlegerbetrieb, Steinmetz und Kfz-Werkstätten vertreten.

## Persönlichkeiten
- Johann Frischmuth (1741–1790), Schauspieler und Komponist

Bilder der Kirche in Schwabhausen
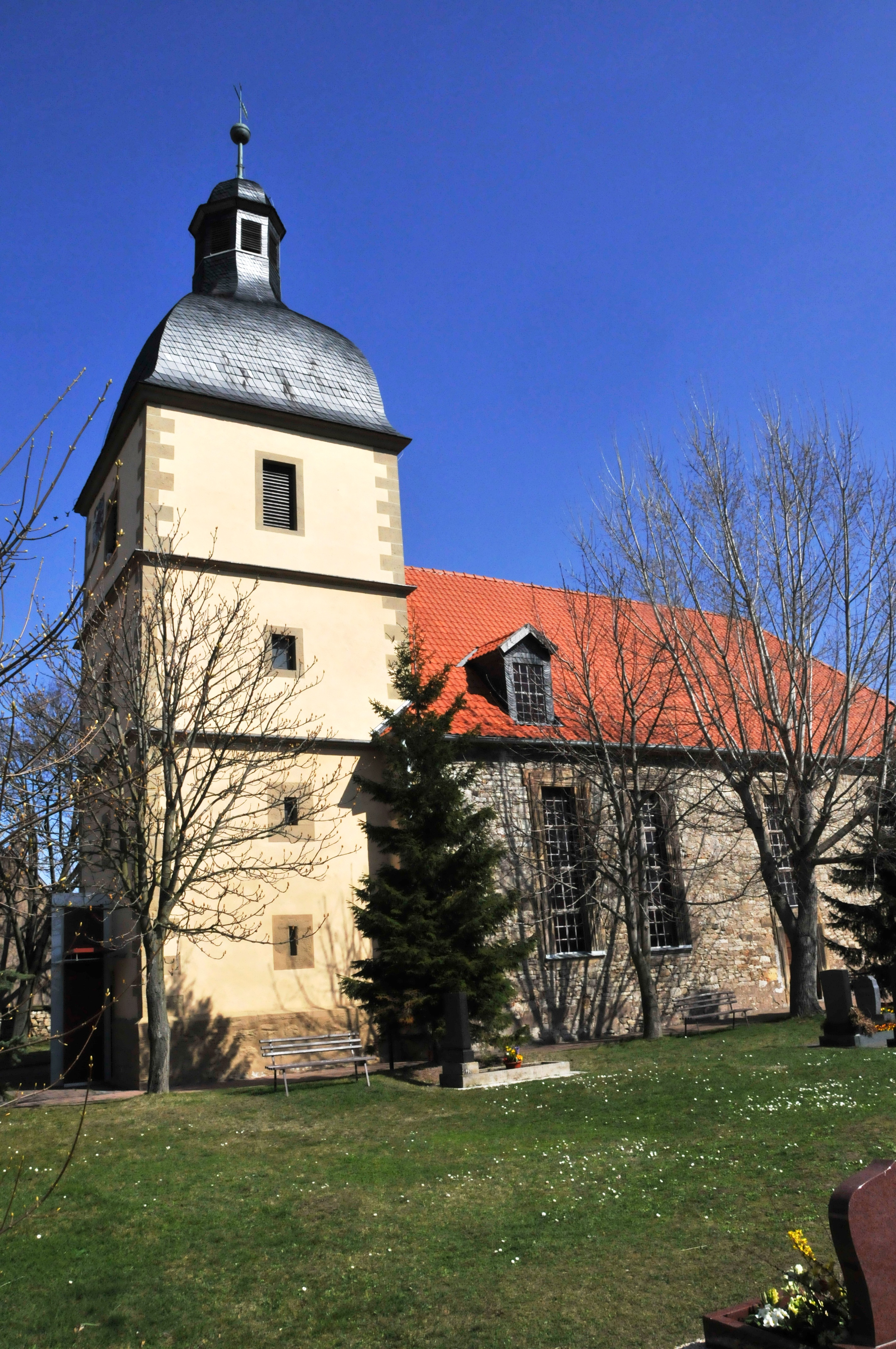
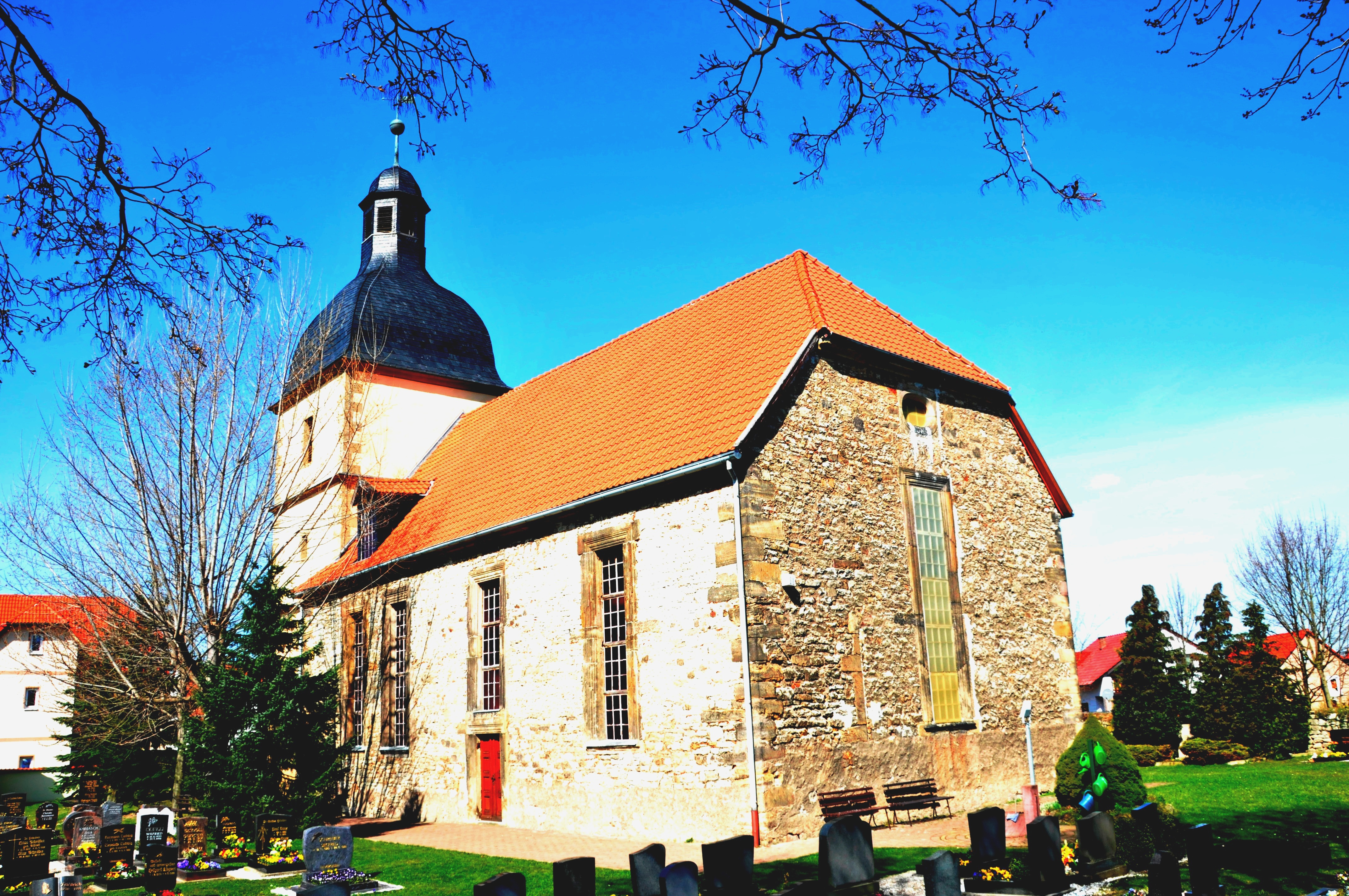
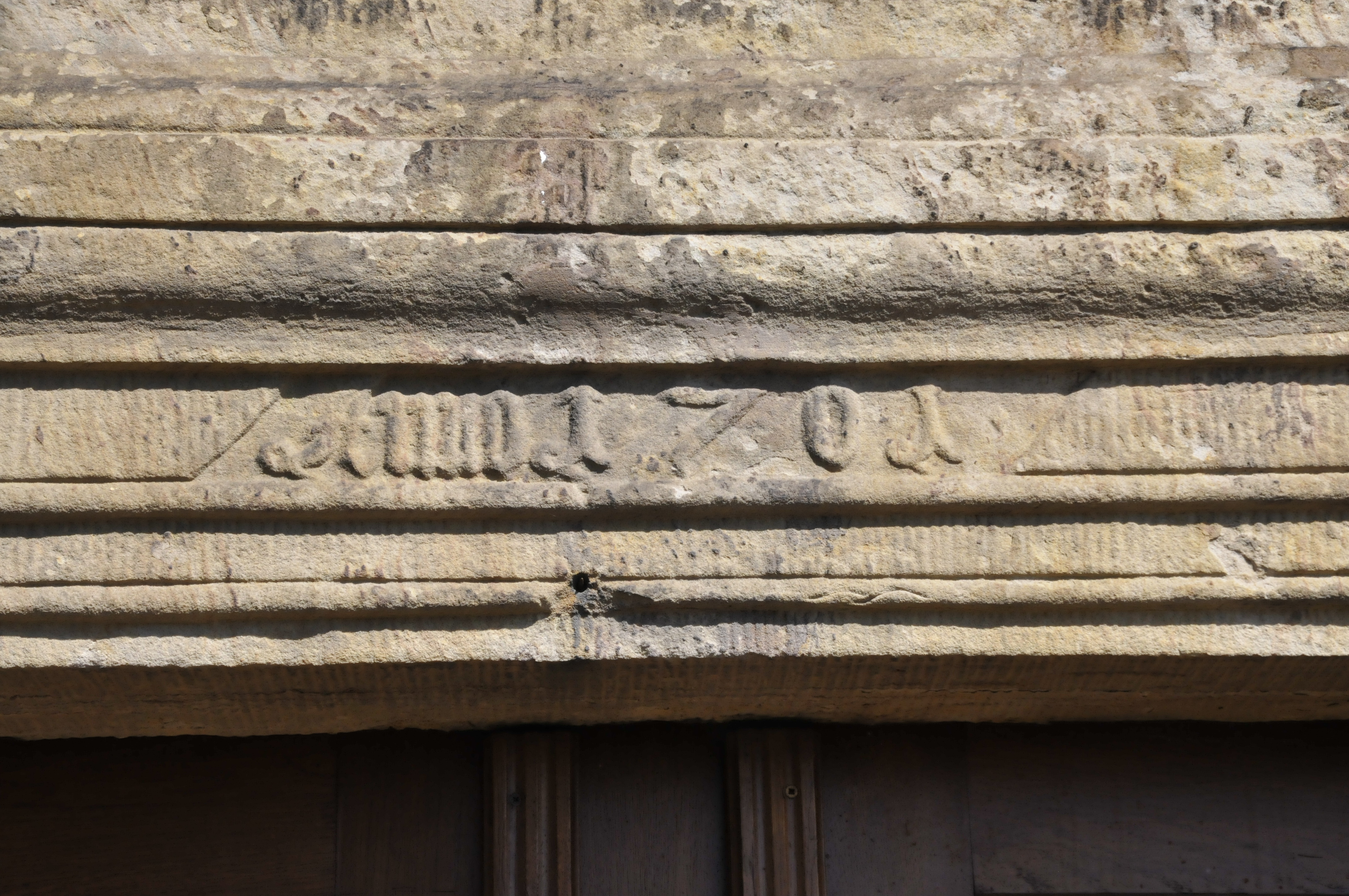
Jahreszahl 1701 im steinernen Türrahmen des Seiteneingangs. In diesem Jahr war der Beginn eines Neubaus des Seitenschiffes.
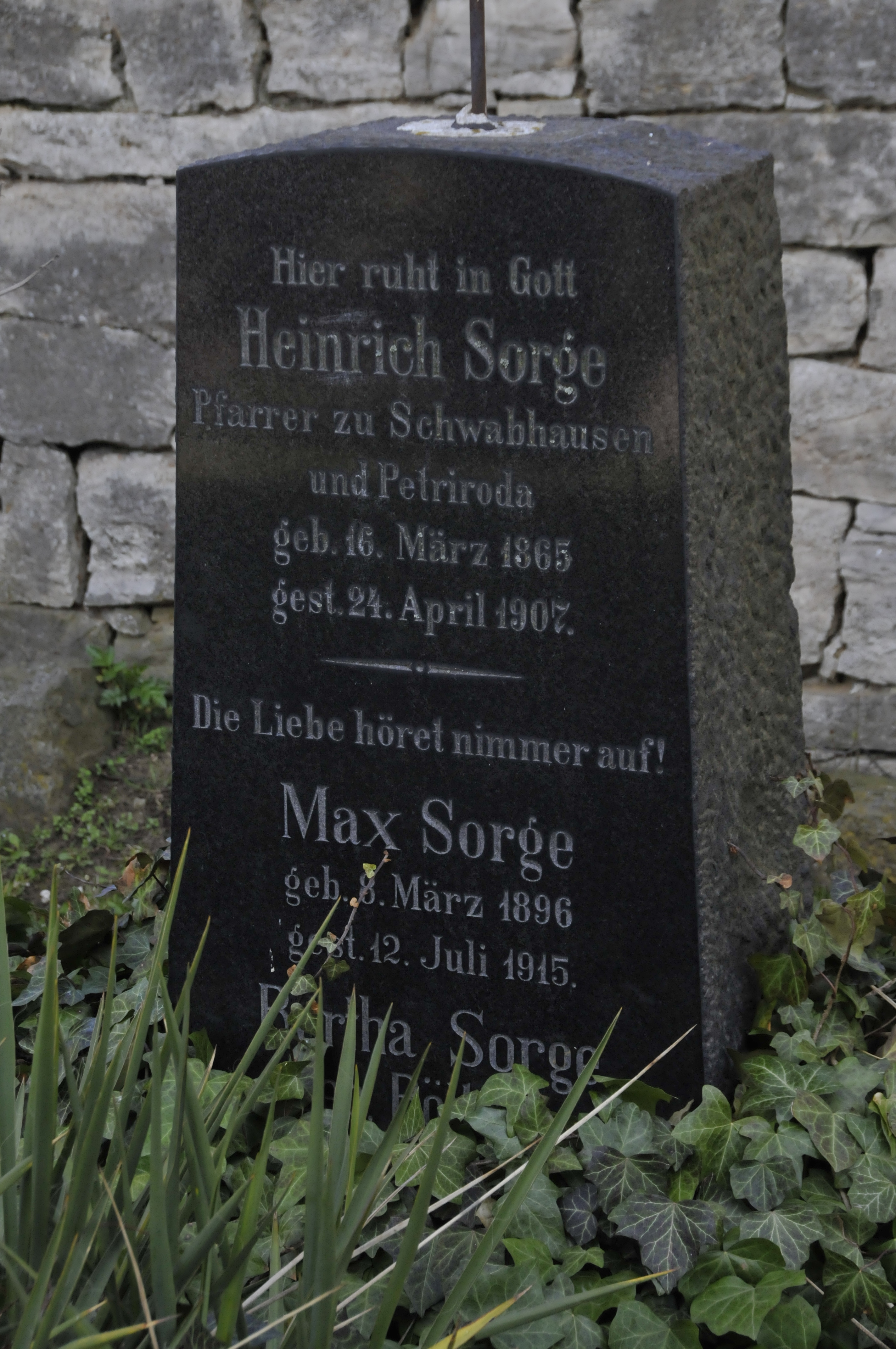
Grabstein von 1907 des ältesten noch sichtbaren Grabes auf dem Friedhof, Grab des Pfarrers Heinrich Sorge und zwei seiner Verwandten
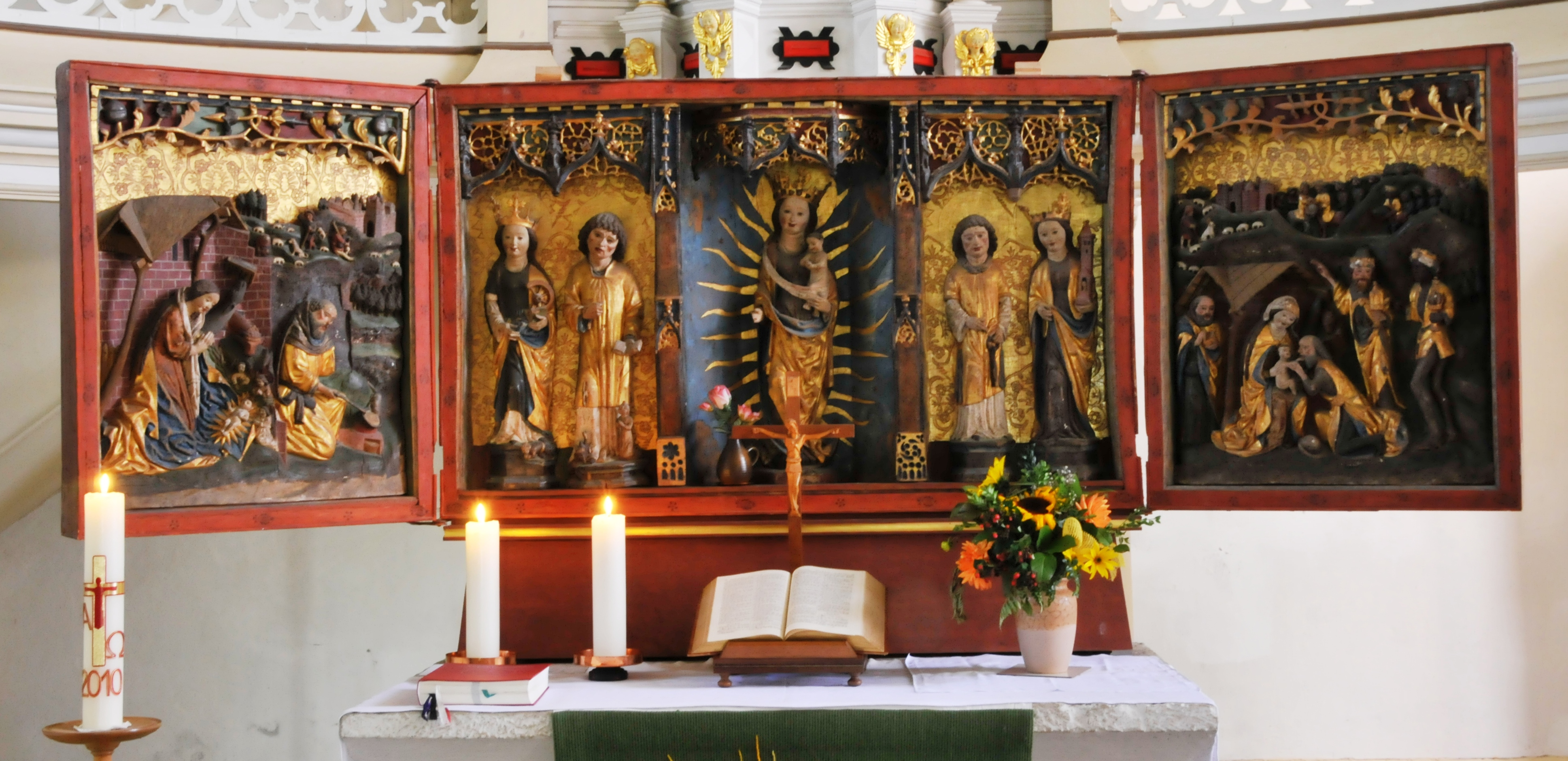
Flügelaltar
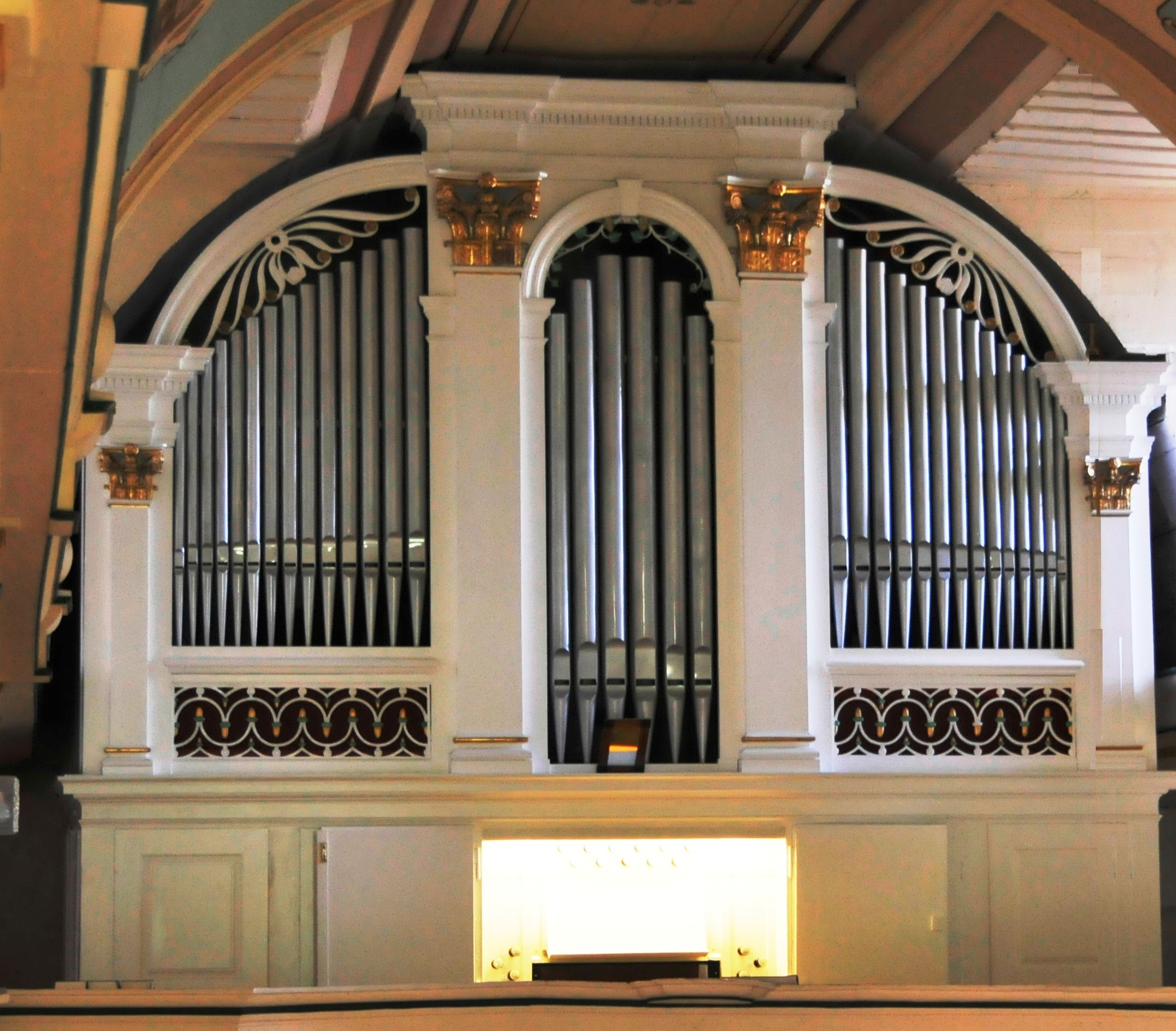
Orgel